# Hafez Nazeri

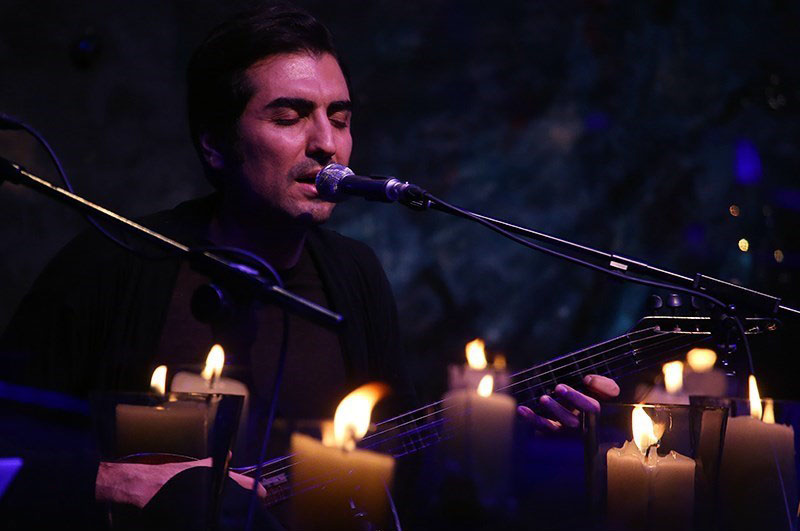
Hafez Nazeri

Hafez Nazeri (* 1979) ist ein kurdisch-iranischer Sänger und Komponist.
Der Sohn des Sängers und Komponisten Shahram Nazeri hatte schon in frühester Kindheit Gesangsausbildung und begann Setar und Tanbur zu spielen. Das Spielen der Rahmentrommel Daf erlernte er siebenjährig autodidaktisch. Im Alter von 16 Jahren trat er mit seinem Vater beim Sfinks Festival in Belgien, der Festa del Popolo in Italien, am Théâtre de la Ville in Paris und beim Beiteddine Festival im Libanon auf.
2000 gründete er das Rumi Ensemble, mit dem er bei Konzerten in 20 Städten des Irans eigene Kompositionen aufführte, vor 140.000 Zuhörern allein in Teheran. Das Armenische Philharmonieorchester führte ausgewählte Stücke dieser Konzertreise in der Royal Albert Hall, im Sodra Teatern in Stockholm, der De Bijloke in Ghent, beim Fez Festival in Marokko und am Théâtre de la Ville auf. Um klassische westliche Musik zu studieren, ging Nazeri 20-jährig nach New York und erhielt 2005 am Mannes College of Music das Diplom in den Fächern Komposition und Dirigieren.
Im gleichen Jahr unternahm er mit seinem neu zusammengestellten Rumi Ensemble unter der Überschrift In the Path of Rumi eine Tournee durch die USA mit Auftritten u. a. am Kodak Theatre in Hollywood und in der Symphony Hall von Atlanta. Daneben hatte Nazeri Auftritte in Rundfunk- und Fernsehprogrammen von Sendern wie CNN, ABC, Fox und BBC World Service. Er erhielt Auszeichnungen der University of California, Los Angeles, der UNO und des Kongress der Vereinigten Staaten.